# Allée couverte de Castel-Ruffel
L'allée couverte de Castel-Ruffel est une allée couverte située à Saint-Goazec dans le département du Finistère. 

## Historique
L'édifice est mentionné dès 1843. Il est fouillé par le baron Halna du Fretay en 1892. L'allée est classée monument historique par arrêté du 9 mai 1914.

## Description
L'allée couverte se situe à 282 mètres d'altitude, près du sommet du Menez an Duc. Elle est orientée selon un axe sud-est/nord-est. Elle est composée de neuf dalles de schiste arc-boutées deux par deux pour former un toit en arête, la dernière paire est incomplète mais une dixième dalle est renversée au sol. L'ensemble s'étire une longueur de 12 m pour une hauteur de 2 à 2,30 m. Ce type de construction est peu courant, mais d'autres exemples sont connus, dont l'allée couverte de Lesconil à Poullan-sur-Mer. 
L'édifice est situé près d'un camp préhistorique, composé de deux enceintes elliptiques concentriques, ayant respectivement 80 et 100 mètres de plus grand axe, formées de pierres amoncelées sans ciment, situé dans un site remarquable, un mamelon formant un des sommets les plus élevés des Montagnes Noires.

## Folklore
Selon une légende, l'édifice était la demeure du géant du château antique de Castel-Ruffel. Découvrant que son valet avait séduit sa fille, il arracha des dalles du monument pour les jeter sur les amoureux qui s'enfuyaient vers l'ouest mais il les rata et les pierres atterrirent dans la lande de Saint-Jean.